# Луис Бараган
Луис Бараган (шп. Luis Barragán; Гвадалахара, 9. март 1902 — Мексико, 22. новембар 1988) је био мексички архитекта.
Са 23 године стекао је диплому инжењера. Био је оригиналан архитекта. Двадесетих година 20. века је често путовао у Француску и Шпанију и, 1931, је једно време живео у Паризу, где је присуствовао Ле Корбизјеовим предавањима.